# La Catedral
La Catedral, česky Katedrála, je hora a výrazný sopečný skalní útvar s nadmořskou výškou 2144 m v Národním parku Teide pod vulkánem Pico Viejo ve Španělsku. Nachází se v obci La Orotava v comarce Valle de Orotava na ostrově Tenerife a v provincii Santa Cruz de Tenerife.

## Historie a popis
Hora, která svým tvarem připomíná katedrálu, bývá přiřazována k vedlejším skaliskům Roques de García, a patří do vulkanického pohoří Cañadas del Teide. V okolí pravděpodobně byly dvě obrovské sopky, které explodovaly a následně došlo ke vzniku dvou kalder a tak Roques de García a La Catedral jsou jediným pozůstatkem kdysi masivní skalní stěny, jež oddělovala zmiňované sopky. K La Catedral lze dojít nejlépe z parkoviště u silnice TF-21 přes vyhlídku Mirador de la Ruleta přes sedlo po turistické trase S-3 Roques de García. Alternativně také z delší turistické trasy S-26 Ucanca. Místo, které je volně přístupné, nabízí výhledy na Pico del Teide, Pico Viejo, Roques de García, Llano de Ucanca aj. a bývá také využíváno horolezci.

## Galerie

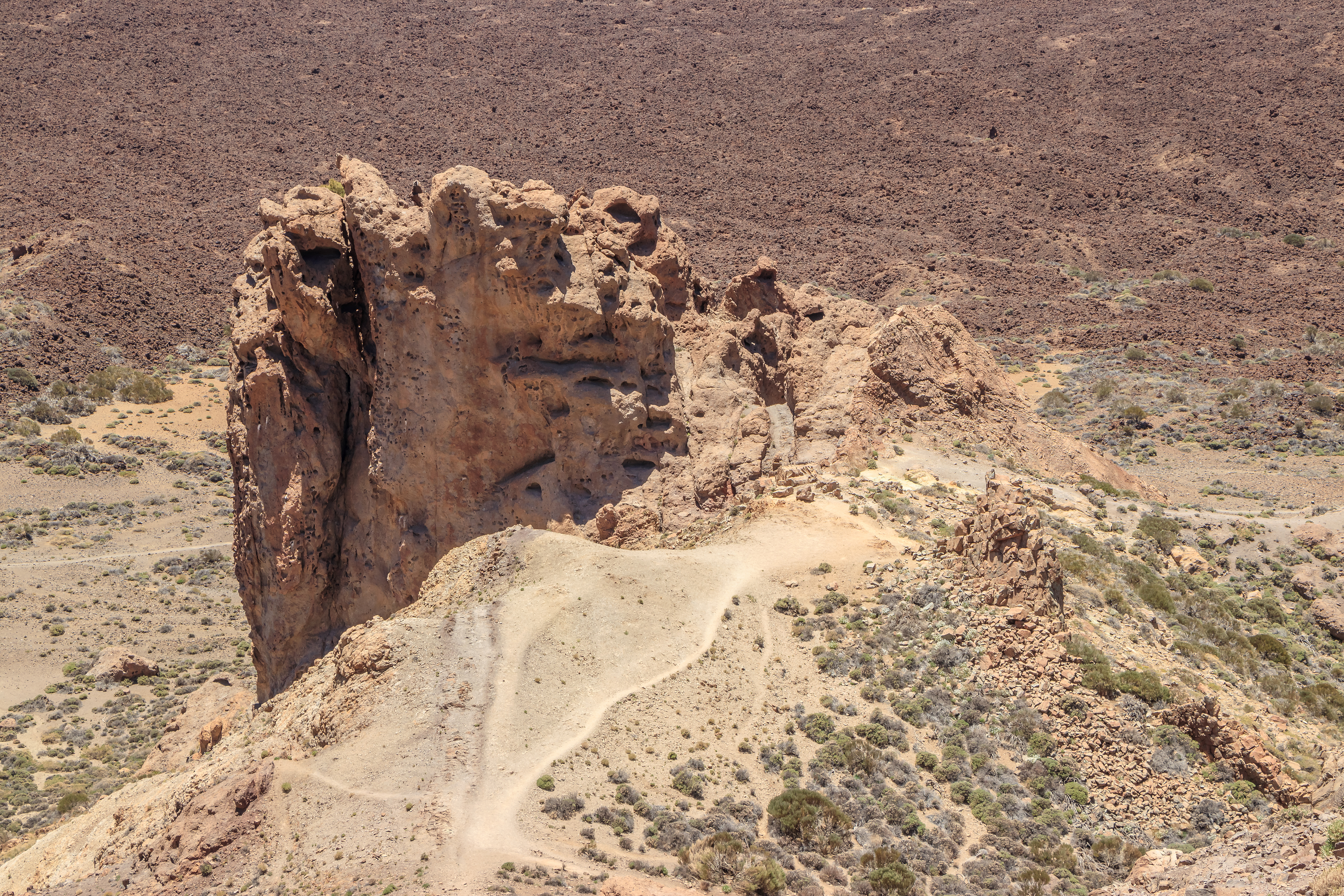
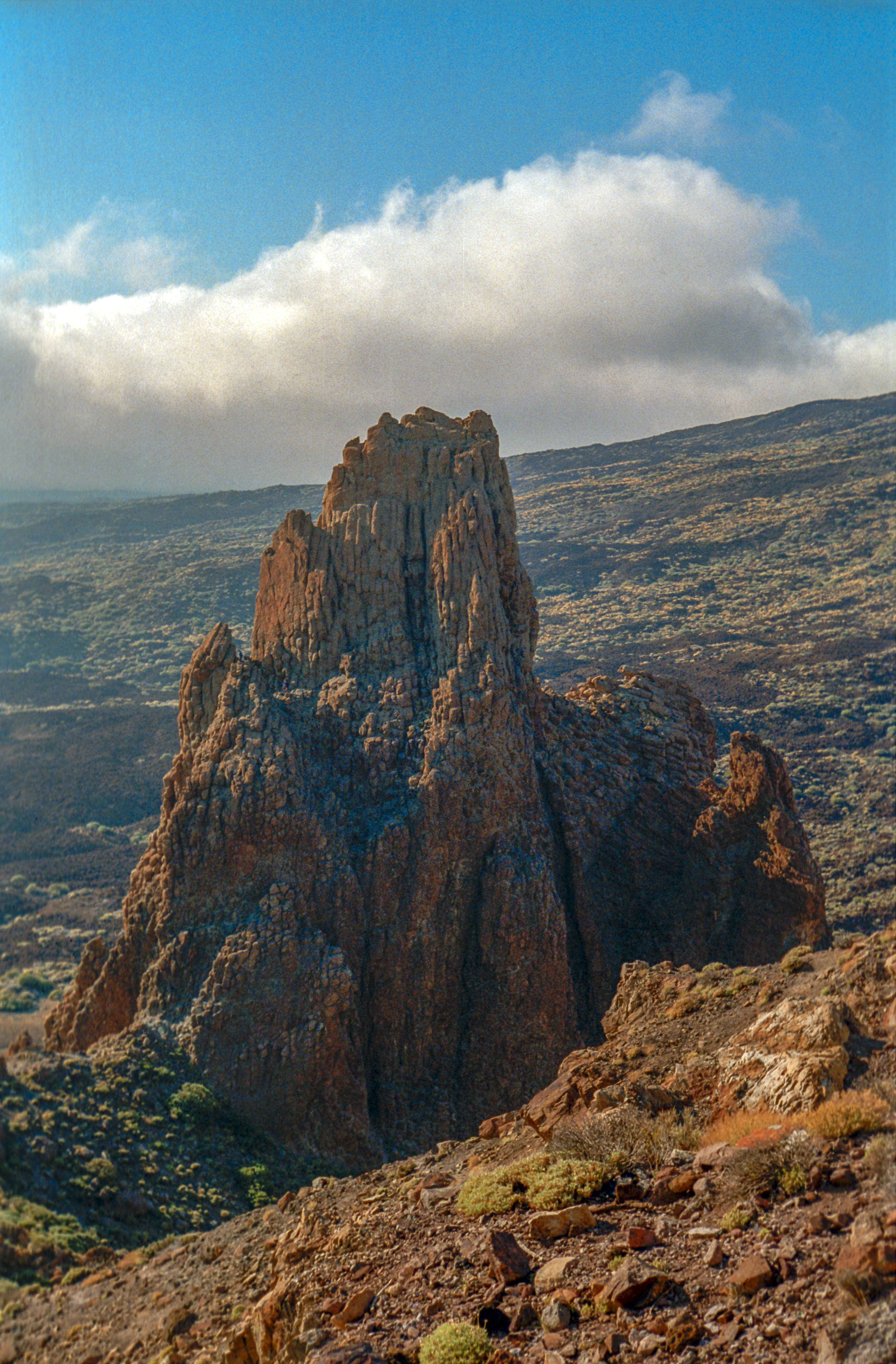
Pohled na vrchol